# Сисситії
Сисситії — в Стародавній Греції, насамперед серед дорійців — спільні трапези для громадян, найбільше відомі на Криті і в Спарті, також згадуються в Мегарах і Коринфі. Спільні бенкети героїв згадуються ще Гомером. У спартанців ці трапези також називалися фідітії, а на Криті — андрії.
Участь у таких трапезах було обов'язком будь-якого громадянина, і за ухилення від неї навіть на царя міг бути накладений штраф.
Найзнаменитішою з страв була чорна юшка. Згідно з Плутархом, «кожен співтрапезник приносив щомісяця медимн ячмінного борошна, вісім хоїв вина, п'ять мін сиру, дві з половиною міни плодів, та, нарешті, зовсім незначну суму грошей для купівлі м'яса і риби». Ще Аристотель зазначав, що цей внесок лягав важким тягарем на бідних спартанців, але для багатих був несуттєвий. На Криті кошти для влаштування трапез надавала держава.
Багато античних авторів відзначали надзвичайну важливість таких спільних бенкетів для виховання юних спартанців і прилучення їх до цінностей поліса.